# Campeonato de Francia de Rugby 15 1936-37

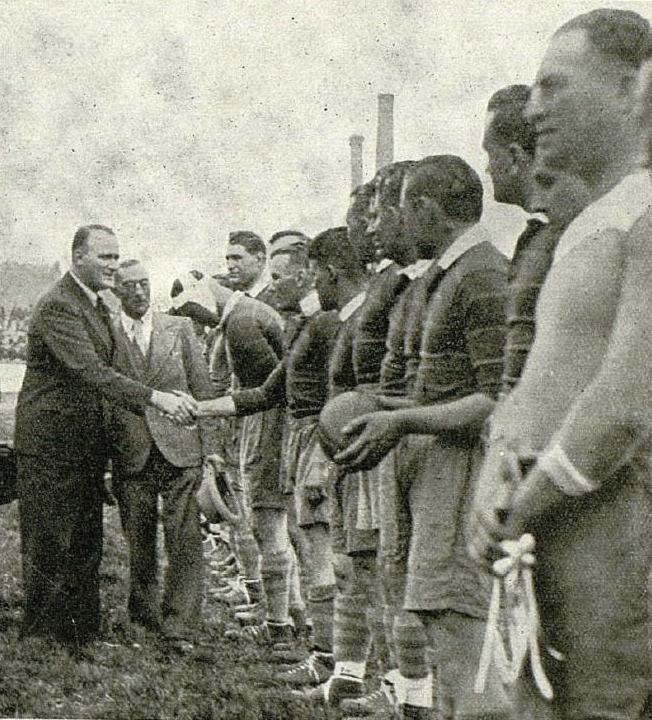
Leo Lagrange en la final del Campeonato Francés de Rugby de 1937

El Campeonato de Francia de Rugby 15 1936-37 fue la 41.ª edición del Campeonato francés de rugby, la principal competencia del rugby galo.
El campeón del torneo fue el equipo de CS Vienne quienes obtuvieron su primer campeonato.

## Desarrollo

### Primera Fase
| febrero de 1937 | CS Vienne | 3 - 0 | Stade Pézenas |  |  |

| febrero de 1937 | Lyon OU | 11 - 3 | Racing Club |  |  |

| febrero de 1937 | Toulouse | 3 - 0 | Brive |  |  |

| febrero de 1937 | FC Lézignan | 9 - 0 | Auch |  |  |

| febrero de 1937 | Biarritz | 3 - 6 | US Thuir |  |  |

| febrero de 1937 | RC Chalon | 8 - 5 | AS Tarbes |  |  |

| febrero de 1937 | Tarbes | 8 - 3 | Tyrosse |  |  |

| febrero de 1937 | Grenoble | 12 - 0 | Périgueux |  |  |

### Octavos de final
| marzo de 1937 | CS Vienne | 14 - 0 | Bayonne |  |  |

| marzo de 1937 | Narbonne | 9 - 5 | Toulouse |  |  |

| marzo de 1937 | Lyon OU | 14 - 3 | Toulon |  |  |

| marzo de 1937 | Pau | 6 - 4 | FC Lézignan |  |  |

| marzo de 1937 | Montferrand | 11 - 5 | US Thuir |  |  |

| marzo de 1937 | Carcassonne | 3 - 0 | RC Chalon |  |  |

| marzo de 1937 | Perpignan | 8 - 3 | Tarbes |  |  |

| marzo de 1937 | Grenoble | 12 - 7 | Bordeaux Begles |  |  |

### Cuartos de final
| marzo de 1937 | CS Vienne | 7 - 3 | Narbonne |  |  |

| marzo de 1937 | Lyon OU | 5 - 0 | Pau |  |  |

| marzo de 1937 | Montferrand | 6 - 5 | Carcassonne |  |  |

| marzo de 1937 | Perpignan | 3 - 0 | Grenoble |  |  |

### Semifinal
| abril de 1937 | CS Vienne | 12 - 4 | Lyon OU |  |  |

| abril de 1937 | Montferrand | 3 - 0 | Perpignan |  |  |

### Final
| 2 de mayo de 1937 | CS Vienne | 6 - 3   | Montferrand | Stade des Ponts Jumeaux, Toulouse |  |
|                   |           | Reporte |             |                                   |  |

| Bandera de Francia |
| Campeón CS Vienne  |
| Primer título      |